# Tabanus perakiensis
Tabanus perakiensis är en tvåvingeart som beskrevs av Ricardo 1911. Tabanus perakiensis ingår i släktet Tabanus och familjen bromsar. Inga underarter finns listade i Catalogue of Life.